# ۵۵۳ (خورشیدی)
۵۵۳ پانصد و پنجاه و سومین سال هجری خورشیدی است.